# Avvistamento UFO di Alderney
L'avvistamento UFO di Alderney è un presunto avvistamento di UFO verificatosi nell’aprile 2007 vicino alla costa di Alderney da parte dei piloti di due diversi aerei di linea.

## Cronologia degli eventi
Il 23 aprile 2007 un aereo Britten-Norman Trislander della compagnia Aurigny Air Services, pilotato dal capitano Ray Bowler, stava effettuando un normale volo di linea da Southampton ad Alderney. Intorno alle 15, mentre l'aereo si trovava a circa 30 miglia da Alderney, Bowler notò una luce brillante di colore giallo bassa nel cielo, sotto il suo aereo. Inizialmente pensò che si trattasse di un riflesso di luce, ma quando vide che era stazionaria approfittò dell’inserimento del pilota automatico e osservò la luce con il binocolo. Secondo il suo racconto, vide un oggetto a forma di sigaro con le estremità appuntite, di colore giallo, con una banda di colore grigio scuro vicino ad una delle estremità. La luce fu osservata anche da alcuni passeggeri dell’aereo. Bowler chiamò l’aeroporto di Jersey e chiese se vi fosse traffico aereo in quella direzione: il controllore di volo, Paul Kelly, rispose negativamente, ma disse che era stato captato un segnale radar, forse dovuto ad un fenomeno di propagazione anomala, vicino a Les Casquet, un gruppo di rocce con un faro a circa sette miglia a ovest di Alderney. Dopo alcuni minuti, Bowler vide un secondo oggetto a sud-ovest di Guernsey e lo segnalò al controllo di volo, che rispose che c'era ancora un segnale radar nella zona di Les Casquet. Il controllore accertò inoltre che il capitano Patrick Patterson, pilota di un British Aerospace Jetstream della compagnia Blue Islands, aveva visto una macchia luminosa vicino a Sark, circa 25 miglia a sud di Alderney. Bowler continuò a tenere d'occhio i due oggetti, che sembravano allineati. Intorno alle 15,20 l'aereo di Bowler cominciò la discesa verso l’aeroporto e gli oggetti furono persi di vista. L’avvistamento era durato circa 15 minuti.
Il capitano Bowler fece un rapporto dell'avvistamento all'Autorità per l'Aviazione Civile. La stampa di Guernsey pubblicò la notizia il 26 aprile. La stazione radio della BBC di Guernsey informò che il giorno dell’avvistamento due turisti che si trovavano a Sark erano usciti nel pomeriggio per fare una passeggiata e al ritorno in albergo avevano riferito di avere visto in cielo due oggetti luminosi di colore giallo brillante.

## Inchiesta
L'accertamento sui segnali radar rilevati dall’aeroporto non ha dato esiti risolutivi, in quanto i segnali sono stati rilevati dal radar primario ma non dal radar secondario; è possibile anche che i segnali siano stati causati da qualche imbarcazione di superficie. Il Ministero della Difesa britannico ha fatto sapere che l’avvistamento è avvenuto in una zona non coperta dai propri radar, in quanto di pertinenza della difesa aerea francese. Sono state pertanto interpellate le autorità francesi competenti, che hanno informato che i rilevamenti radar nella zona dell'avvistamento hanno escluso la presenza di velivoli o fenomeni non identificati nel giorno e negli orari dell'avvistamento.
Dato che i presunti oggetti erano fermi, non costituivano una minaccia per la difesa militare o la navigazione aerea; pertanto, da parte del Ministero della Difesa e dall’Autorità per l'Aviazione Civile, non vi sono stati ulteriori approfondimenti volti ad accertarne la reale natura.

## Ipotesi
Il caso è stato esaminato da diversi studiosi, tra cui David Clarke. Sono state avanzate ben sedici ipotesi, la maggior parte delle quali (tra cui pareli, subeli, dirigibili e aerei militari segreti) appaiono non plausibili. Solo due ipotesi (luci telluriche o un tipo particolare di miraggio) appaiono mediamente plausibili, ma nessuna è in grado di fornire una piena spiegazione del fenomeno.